# YAGNI
YAGNI é uma abreviação da expressão de língua inglesa You Ain't Gonna Need It. Em engenharia de software, é uma orientação de trabalho que sugere aos programadores que não adicionem funcionalidades ao código fonte de um programa  até que estas sejam realmente necessárias. Ron Jeffries afirma que sempre se deve implementar coisas que se realmente precisa, nunca o que se prevê que um dia irá ser preciso.